# Cernești
Cernești (Csernefalva en hongrois, Zerndorf en allemand) est une commune roumaine du județ de Maramureș, dans la région historique de Transylvanie et dans la région de développement du Nord-Ouest.

## Géographie
La commune est située dans le sud du județ entre la préfecture Baia Mare à 32 km à l'ouest et Târgu Lăpuș 15 km à l'est.
Elle est composée de sept villages, au cœur du pays Lapuș (Țara Lăpușului), dans les Monts Lăpuș (Muntii Lăpușului).

## Démographie
En 1910, la commune comptait 4 068 Roumains (96,6 % de la population) et 12 Allemands (2,8 %).
En 1930, les autorités recensaient 3 887 Roumains (96 %) ainsi qu'une petite communauté juive de 107 personnes (2,6 %) qui fut exterminée par les Nazis durant la Seconde Guerre mondiale.
En 2002, la commune comptait 3 718 Roumains et une communauté tsigane de 90 personnes (2,4 %).
Les différents villages se répartissaient la population comme suit :
- Cernești, 837 habitants.
- Brebeni, 233 habitants.
- Crocotiș, 1 043 habitants.
- Fânațe, 661 habitants.
- Izvoarele, 49 habitants.
- Măgureni, 248 habitants.
- Trestia, 743 habitants.

| 1880  | 1900  | 1910  | 1930  | 1956  | 1977  | 1992  | 2002  | 2007  |
| ----- | ----- | ----- | ----- | ----- | ----- | ----- | ----- | ----- |
| 3 558 | 3 903 | 4 213 | 4 046 | 4 167 | 4 430 | 4 059 | 3 814 | 3 716 |

## Économie
L'économie de la commune est basée sur l'agriculture (arbres fruitiers), l'élevage (lait) et l'exploitation forestière.

## Tourisme
La commune, étalée le long d'une petite vallée des monts Lăpuș, constitue une bonne base de départ pour des randonnées dans les montagnes.